# Feistritzsattel (1298 m)
Der Feistritzsattel ist ein 1298 m ü. A. (nach anderen Angaben 1290 m, oder 1286 m) hoch gelegener Gebirgspass, der die niederösterreichische Bucklige Welt mit der Steiermark verbindet. Der Sattel liegt zwischen dem Wechsel (1743 m) im Südosten und dem Großen Pfaff (1555 m) sowie dem, noch weiter durch den Pfaffensattel getrennten, Stuhleck (1784 m) im Westen. Über ihn führen der Niederösterreichische Landesrundwanderweg und der Zentralalpenweg (Österreichischer Weitwanderweg 02).
Die Straße über den Feistritzsattel (Landesstraße L175 in Niederösterreich und L407 in der Steiermark) ist bereits um 1780 auf niederösterreichischer Seite auf den Karten der Josephinischen Landesaufnahme verzeichnet, ebenso wie eine Verbindung zum Pfaffensattel entlang der steirischen Grenze. 1894 ist das letzte steile Stück auf niederösterreichischer Seite noch nicht voll ausgebaut. 2015 wurde die Straße auf niederösterreichischer Seite letztmals saniert. Bemerkenswerterweise „fehlen“ bei der Höhenangabe der Straßentafel 12 Meter.
Bis 1958 führte die Feistritzwaldbahn von Steinhaus am Semmering nach Rettenegg entlang des Kamms vom Fröschnitzsattel (1273 m ü. A.) kommend über den Feistritzsattel, wo sie sich mit der Straße kreuzte und sich der Sattelbahnhof befand.
Heute führt ein Themenweg Forst und Jagd entlang der alten Trasse und der Bundeslandgrenze vom Feistritzsattel nach Osten.
Der Feistritzsattel ist Ausgangspunkt für Wanderungen im Wechselgebiet und auf den nördlich gelegenen Sonnwendstein und angrenzende Erhebungen. Im Winter ist der Feistritzsattel Ausgangspunkt von Skilanglauf-Loipen. Nördlich unterhalb befindet sich ein lokales Schigebiet.

## Trivia
Beiderseits des Feistritzsattels fließen Flüsse namens Feistritz. Die gegen Norden abfließende Feistritz mündet in die Pitten und nach Süden fließt die Feistritz in die Lafnitz.

## Bildergalerie

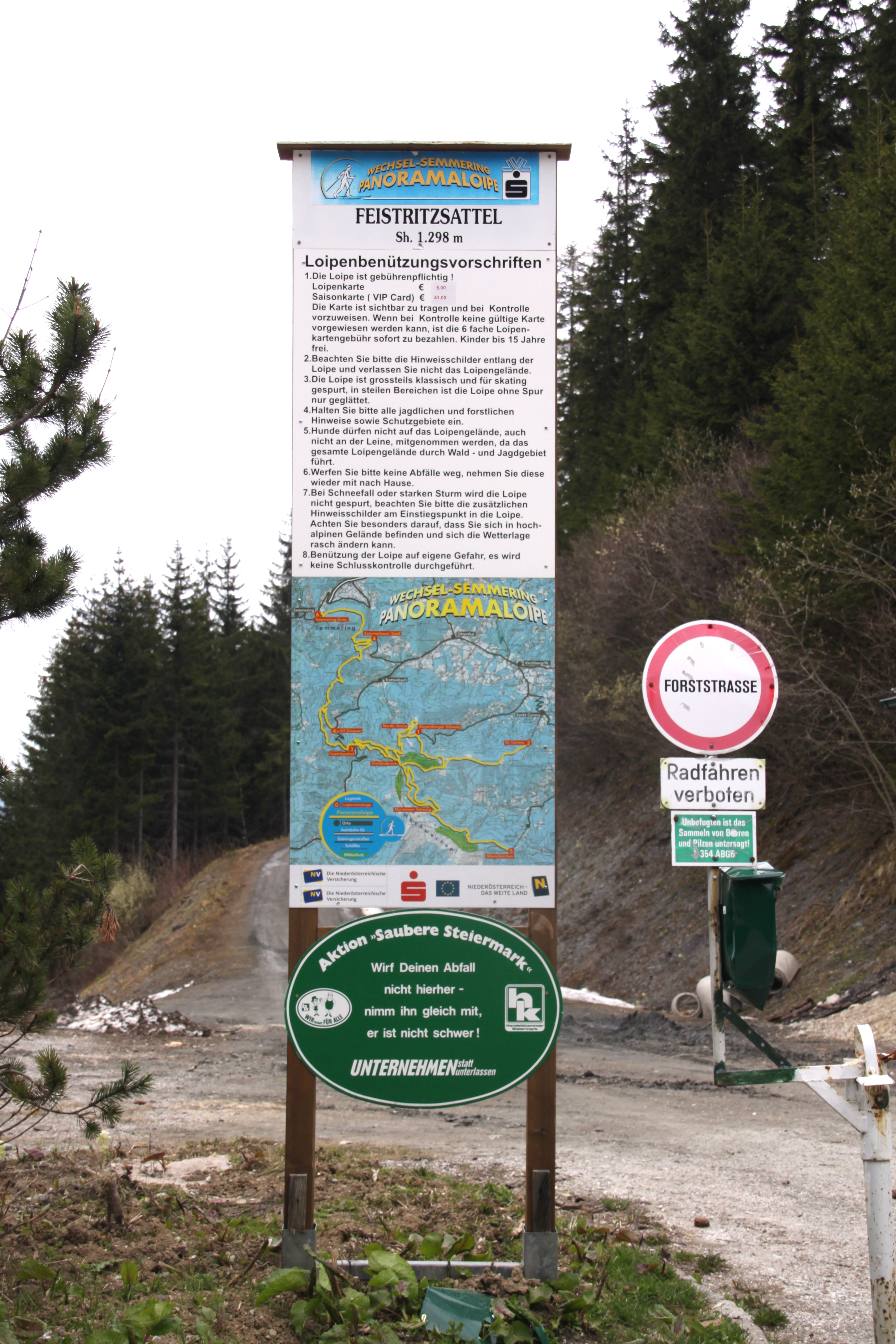
Loipeneinstieg
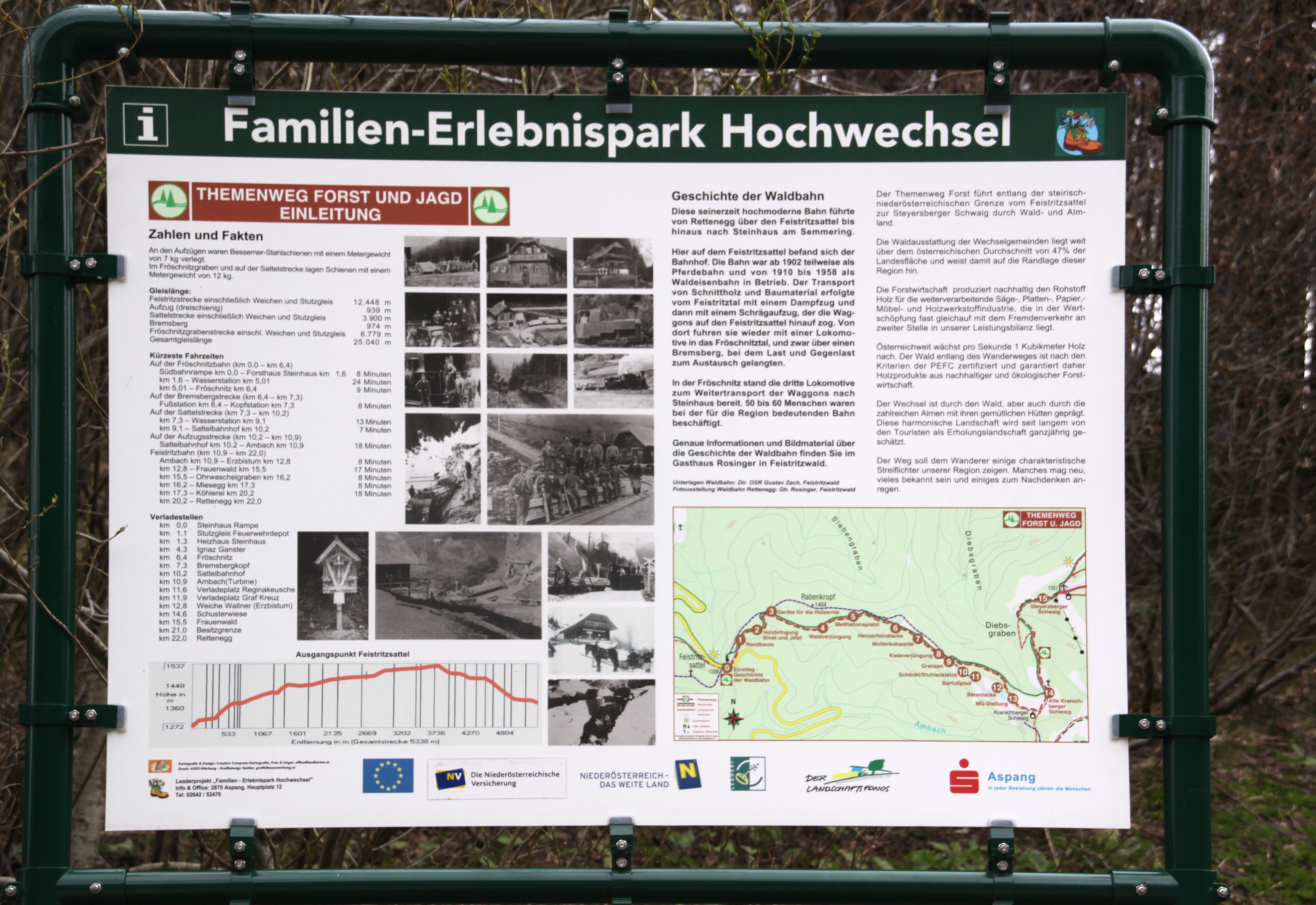
Schautafel Feistritzwaldbahn
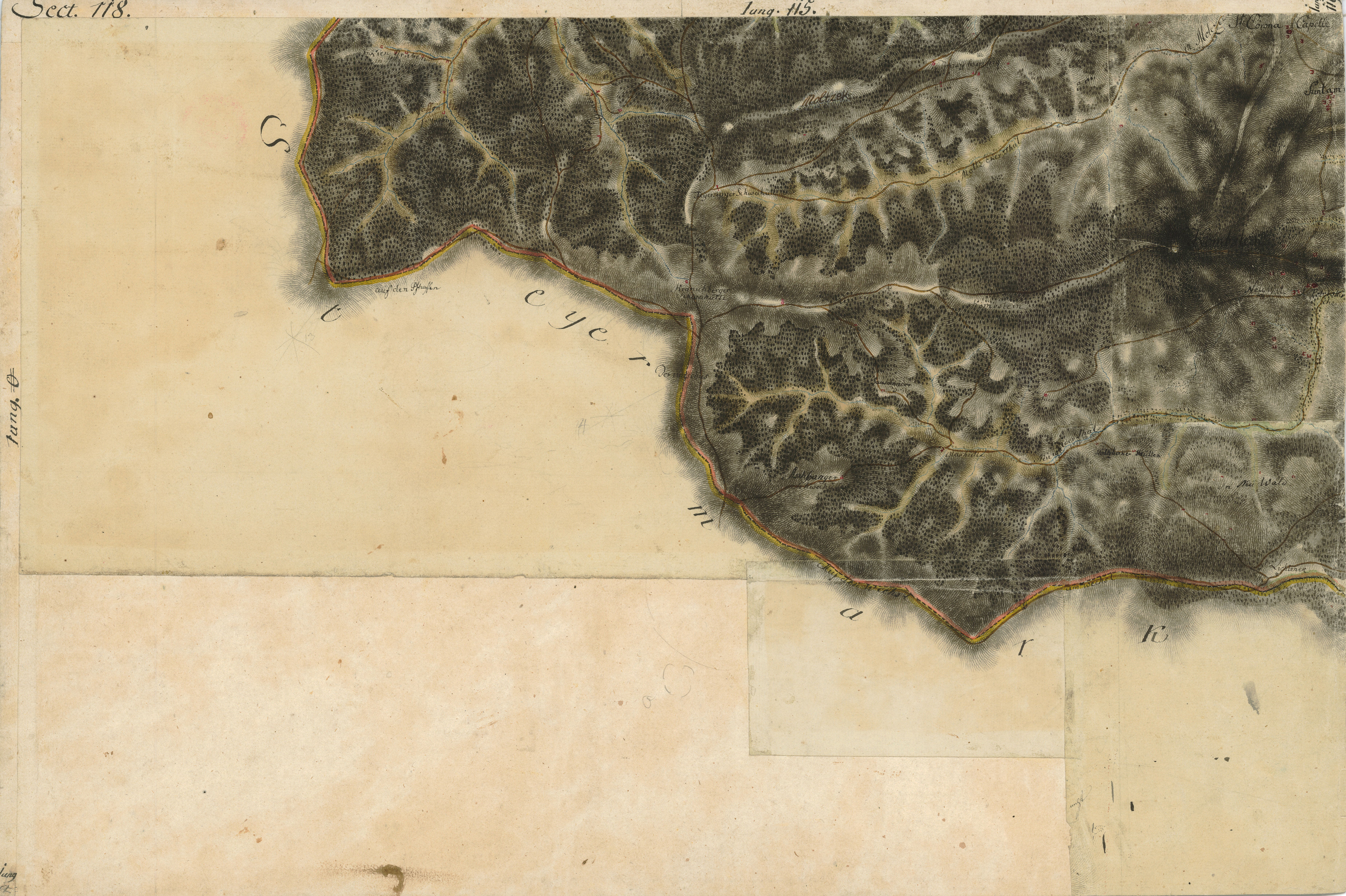
Der Feistritzsattel gehört zum Wegenetz über den Wechsel (um 1780, Josephinische Landesaufnahme)
1894 ist der Pass bereits mit ausgebauter Straße verzeichnet (links, Aufnahmeblatt der 3. Landesaufnahme)